# Zapopan
Zapopan – miasto w Meksyku, w stanie Jalisco, w aglomeracji Guadalajary, na północny zachód od tego miasta. Przez Zapopan płynie rzeka Río Atemajac. W 2014 roku miasto liczyło 1 202,9 tysięcy mieszkańców. 
W mieście rozwinął się przemysł elektroniczny, tytoniowy, mineralny oraz chemiczny.

## Demografia
|  |

## Miasta partnerskie
- Częstochowa,
- Antigua Guatemala,
- Grand Rapids,
- Adelaide